# Satoki Uejo
Satoki Uejo (上門 知樹 Uejo Satoki?, Okinawa, 27 de abril de 1997) es un futbolista japonés que juega como delantero en el Cerezo Osaka de la J1 League.

## Trayectoria

### Clubes
| Club            | País  | Año       |
| --------------- | ----- | --------- |
| F. C. Ryukyu    | Japón | 2016-2019 |
| Fagiano Okayama | Japón | 2020-2021 |
| Cerezo Osaka    | Japón | 2022-     |

## Estadística de carrera

### J. League
| Club      | Año   | J. League | J. League | Copa J. League | Copa J. League | Total | Total |
| Club      | Año   | Part.     | Goles     | Part.          | Goles          | Part. | Goles |
| --------- | ----- | --------- | --------- | -------------- | -------------- | ----- | ----- |
| FC Ryukyu | 2016  | 8         | 0         | -              | -              | 8     | 0     |
| FC Ryukyu | 2017  | 9         | 0         | -              | -              | 9     | 0     |
| Total     | Total | 17        | 0         | 0              | 0              | 17    | 0     |